# ジョナ・ロムー
ジョナ・ロムー（Jonah Tali Lomu，MNZM，1975年5月12日 - 2015年11月18日） は、ニュージーランド出身の元ラグビーユニオン選手である。ポジションはウィング(WTB)。

## 経歴
トンガの家系をもちオークランドに生まれる。オークランドのウェズリーカレッジ卒業。「暴走機関車」「空飛ぶ巨象」と呼ばれ、WTBとして活躍。高校時代からニュージーランドU-17代表、U-19代表、U-21代表を経て1994年には史上最年少の19歳でラグビーニュージーランド代表（オールブラックス）に選出される。オールブラックスでは63キャップ、37トライ、ワールドカップ15トライを記録。
1995年のワールドカップへ出場するも決勝戦で南アフリカに敗れ準優勝に終わる。ロムーは同大会で7トライをあげトライ王に輝く。1996年はスポンサーのリーボックのイベントを兼ねて来日し、同年南アフリカツアーに参加するも、怪我とネフローゼ症候群に悩まされ、1997年シーズンは数試合に出場するも、残りの試合を欠場。1998年コモンウェルスゲームズ7人制ラグビーニュージーランド代表として出場し金メダルを獲得する。1999年に開催されたワールドカップに出場し8トライをあげるもチームは準決勝で敗退。3位決定戦にも破れ4位に終わる。ロムーは同大会トライ王に輝く。この大会後にアメリカのNFL、イングランドのプレミアシップへの移籍も噂されたが、オールブラックスでの競技生活を優先するためニュージーランドに留まる。
2000年にオールブラックスメンバーとして8試合に出場。同年、欧州遠征の前に来日。2001年に開催された第3回ワールドカップセブンズ中、怪我で離脱したエリック・ラッシュに代わり急遽招聘され、ニュージーランドを優勝に導く。2003年に腎臓機能が悪化し人工透析を開始する。病状が悪化し腎臓移植以外に回復の兆しはなく、歩くことも不可能と宣告される。2004年に移植提供者が見つかり手術は成功する（後に腎臓提供者はウェリントンのラジオパーソナリティー、グラント・ケレアマであることがわかり両者は再会を果たす）。
手術後のリハビリを経て2005年に復帰。NPCノースハーバーと契約するも肩を負傷しシーズンの大半を欠場する。休養中はコーチとしてチームを支え、同年のNPC終了後にウェールズのカーディフ・ブルーズでプレーするためケルティックリーグへ移籍する。2006年4月に足首を負傷しニュージーランドへ帰国する。ノースハーバー2軍を経て、ノースハーバー配下のマッセーに所属。マッセーでも怪我に悩み、わずかな出場機会に終わる。2007年開催のワールドカップへの出場意欲を見せるも、スーパー14のチームとは契約できずこの年に現役引退を発表。引退後はボディビルとボクシングの練習に勤しむ。2009年にアマチュア・ボディビル大会に出場。
2010年6月、2011年ワールドカップ親善大使に就任。2009年10月、日本ラグビー協会より2019年ワールドカップラグビーアンバサダー（親善大使）に就任することが発表された。2011年11月、ユニセフ・ニュージーランド親善大使に就任。
2012年2月、移植した腎臓が機能を停止したことから2度目の腎臓提供を待つと発表された。
2015年11月18日、腎不全に伴う急性心筋梗塞の発症でオークランドの自宅にて死去。40歳没。前週までラグビーワールドカップのキャンペーンで英国に滞在し、前日までドバイで休暇を取り、帰国直後の突然死であった。

## 所属チーム
NPCカウンティース・マヌカゥ（1994年 - 1999年）、ウェリントン（2000年 - 2003年）にて競技生活をおくり、2005年にノースハーバーと契約する。ウェールズのカーディフ・ブルーズ（2005年 - 2006年）に移籍する。2006年にノースハーバーに復帰。ノースハーバー2軍を経てノースハーバー配下のマッセーに所属。スーパー14では、オークランド・ブルーズ（現在のブルース）（1996年 -　1998年）、ワイカト・チーフス（現在のチーフス、1999年）、ハリケーンズ（2000年 - 2003年）に所属。オールブラックスに1994年から2002年まで選出され63キャップ。
2007年5月9日・5月12日のラグビー日本代表ｘクラシック・オールブラックス戦出場のため来日。同試合2戦とも参加。この試合ではWTBとしてプレイし、クラシック・オールブラックスの勝利に貢献した。
2007年に国際ラグビー殿堂入り。また同年、ラグビー界への貢献によりニュージーランド・メリット勲章を授与されている。
2009年6月、同年11月よりフランス・フェデラル1所属のマルセイユ・ヴィトロールに加入することが発表された。ヴィトロールではナンバーエイトで出場。ヴィトロールには2009-2010シーズンのみ在籍。

## 私生活
1996年に南アフリカ共和国出身のタニア・ラターと結婚。2000年に離婚。2003年にフィオナ・テイラーと再婚するも2008年に離婚。2007年にナディーン・クァークと知り合い、2008年から交際に発展。ロムー、クァーク共に既婚者でありダブル不倫の状態で交際が始まる。2009年、ナディーンとの間に第1子（長男）、2010年に第2子（次男）が誕生。2011年5月、ナディーンと3度目の結婚をした。